# 章央芬
章央芬（1914年—2011年1月23日），江苏无锡人，中华人民共和国政治人物。
担任沈阳中国医科大学妇婴学院院长。1954年，当选第一届全国人民代表大会代表。后任北京协和医科大学副校长，北京协和医院副院长，上海第二医学院副院长。2011年去世。